# Late Registration
Late Registration ist das zweite Studioalbum des US-amerikanischen Musikers Kanye West aus dem Jahr 2005.

## Entstehung und Veröffentlichung
Die Erstveröffentlichung von Late Registration erfolgte am 29. August 2005 bei Roc-A-Fella Records. Das Album erschien in seiner Originalausführung als CD und Download mit 21 Titeln (Katalognummer: 06024 9882401). Drei Tage später erschien es als LP-Ausführung (Katalognummer: B0004813-01). Diese wurde am 8. Juni 2018 nochmal neu bei Island Records aufgelegt (Katalognummer: 060249882404).
Geschrieben wurden alle Lieder vom Interpreten selbst, zusammen mit wechselnden Koautoren. Darüber hinaus war West auch für große Teile der Produktion verantwortlich.

## Titelliste
1. Wake Up Mr. West – 0:41
2. Heard ’em Say (feat. Adam Levine) – 3:24
3. Touch the Sky (feat. Lupe Fiasco) – 3:57
4. Gold Digger (feat. Jamie Foxx) – 3:28
5. Skit #1 – 2:34
6. Drive Slow (feat. Paul Wall & GLC) – 4:33
7. My Way Home (feat. Common) – 1:44
8. Crack Music (feat. The Game) – 4:31
9. Roses – 4:06
10. Bring Me Down (feat. Brandy) – 3:19
11. Addiction – 4:27
12. Skit #2 – 3:31
13. Diamonds from Sierra Leone (Remix) (feat. Jay-Z) – 3:53
14. We Major (feat. Nas & Really Doe) – 7:29
15. Skit #3 – 5:24
16. Hey Mama – 5:05
17. Celebration – 3:19
18. Skit #4 – 1:19
19. Gone (feat. Consequence & Cam’ron) – 6:03
20. Diamonds from Sierra Leone – 3:59
21. Late – 3:51

## Singleauskopplungen
Die erste Singleauskopplung mit dem Titel Diamonds from Sierra Leone enthält ein Sample der Titelmusik von Diamantenfieber von Shirley Bassey. Als zweite Single veröffentlichte West Gold Digger, zusammen mit Jamie Foxx. Der am 17. September 2005 veröffentlichte Track war die zweite Single des US-Rappers, die es auf Platz eins der US-amerikanischen Billboard Hot 100 schaffte. Sie hielt sich 38 Wochen in den Top 100. Als dritte Single kam Heard ’em Say mit Adam Levine auf den Markt und als vierte Touch the Sky mit Lupe Fiasco. Beide waren kommerziell weniger erfolgreich. Das Video zu Touch the Sky jedoch kostete rund eine Million Dollar und es wirkte unter anderem die Schauspielerin Pamela Anderson mit. Die letzte Single war Drive Slow.

## Rezeption

### Bestenlisten
Im Magazin Rolling Stone war Late Registration das einzige Album aus dem Jahre 2005, das mit der Höchstwertung von fünf Sternen bewertet wurde. Die Zeitschrift führt das Album auf Platz 40 der 100 besten Alben der 2000er Jahre. Außerdem belegt es Platz 118 der 500 besten Alben aller Zeiten.
In der Auswahl der 200 besten Alben des Jahrzehnts von Pitchfork Media erreichte das Album Platz 18.
Die Zeitschrift Spin wählte es auf Platz 104 der 300 besten Alben aus dem Zeitraum 1985 bis 2014.

### Preise
Das Album gewann drei Grammy Awards und war auch als Album des Jahres nominiert.

## Kommerzieller Erfolg

### Chartplatzierungen
| ChartsChartplatzierungen       | Höchstplatzierung | Wochen |
| ------------------------------ | ----------------- | ------ |
| Deutschland (GfK)              | 14 (8 Wo.)        | 8      |
| Österreich (Ö3)                | 53 (3 Wo.)        | 3      |
| Schweiz (IFPI)                 | 9 (7 Wo.)         | 7      |
| Vereinigte Staaten (Billboard) | 1 (48 Wo.)        | 48     |
| Vereinigtes Königreich (OCC)   | 2 (49 Wo.)        | 49     |

| ChartsJahrescharts (2005)      | Platzierung |
| ------------------------------ | ----------- |
| Vereinigte Staaten (Billboard) | 21          |
| Vereinigtes Königreich (OCC)   | 43          |

| ChartsJahrescharts (2006)      | Platzierung |
| ------------------------------ | ----------- |
| Vereinigte Staaten (Billboard) | 71          |
| Vereinigtes Königreich (OCC)   | 93          |

### Auszeichnungen für Musikverkäufe
Late Registration verkaufte sich laut Quellen weltweit mehr als acht Millionen Mal, davon sind 6,3 Millionen durch Schallplattenauszeichnungen belegt.
| Land/Region                  | Auszeichnungen für Musikverkäufe (Land/Region, Auszeichnung, Verkäufe) | Verkäufe  |
| ---------------------------- | ---------------------------------------------------------------------- | --------- |
| Australien (ARIA)            | Platin                                                                 | 70.000    |
| Dänemark (IFPI)              | 2× Platin                                                              | (40.000)  |
| Europa (IFPI)                | Platin                                                                 | 1.000.000 |
| Irland (IRMA)                | 2× Platin                                                              | (30.000)  |
| Japan (RIAJ)                 | Gold                                                                   | 100.000   |
| Kanada (MC)                  | 2× Platin                                                              | 200.000   |
| Neuseeland (RMNZ)            | 3× Platin                                                              | 45.000    |
| Vereinigte Staaten (RIAA)    | 5× Platin                                                              | 5.000.000 |
| Vereinigtes Königreich (BPI) | 3× Platin                                                              | (900.000) |
| Insgesamt                    | 1× Gold · 19× Platin ·                                                 | 6.415.000 |

Hauptartikel: Kanye West/Auszeichnungen für Musikverkäufe